# Сухе молоко

Розфасоване сухе молоко

Сухе́ молоко́ — дрібно розпилений сухий порошок білого кольору зі світлим кремовим відтінком, який виготовляється зі звичайного пастеризованого молока способом згущення та висушування, при цьому зберігаючи властивості свіжого молока. Сухе молоко відновлюють розчиняючи його у теплій воді. Має запах властивий свіжому пастеризованому молоку, без сторонніх присмаків та запахів.

## Винахід
У 1802 році штаб-лікар Нерчинських заводів Осип Кричевський, отримав сухе молоко, яке не поступалося за поживними якостями звичайному.

## Призначення
У свіжому вигляді молоко зберігається 2-3 доби за температури зберігання не більше 10 °C. Тому за такої низької стійкості виробництво звичайного молока набуло регіонального та сезонного характеру, що не дозволяє забезпечити ним у свіжому вигляді споживачів, які живуть у регіонах з нерозвиненим молочним тваринництвом, або люди які живуть і працюють в екстремальних умовах (наукові експедиції, будівництва у віддалених частинах землі)
Виходячи з цього, для забезпечення потреб деяких частин населення молоком, його необхідно консервувати.
Молочні консерви — це продукти з натурального молока, або молока та харчових добавок (компонентів), які в результаті спеціальної обробки (стерилізації, висушування, згущення) і спеціального фасування можуть тривалий час зберігати свої властивості без змін.
Консервування незбираного молока на цей час широко поширене так само, як і продукти консервування, отримані на основі знежиреного молока. Сухе молоко широко застосовується у кондитерській, хлібопекарській, молочній галузях та у виробництві морозива і дитячого харчування.

## Види сухого молока
В залежності від масової частки жиру виробляють такі види сухого молока:
- молоко сухе незбиране з масовою часткою жиру 20 або 25 %
- молоко сухе знежирене з масовою часткою жиру не більше 1,5 %

## Сировина для виробництва сухого незбираного молока
В залежності від органолептичних, фізико-хімічних та мікробіологічних показників сухе незбиране молоко розділяють на 2 ґатунки: вищий і перший.
Для виробництва сухого незбираного молока використовують наступну сировину:
- молоко коров'яче незбиране не нижче 2-го ґатунку згідно з ДСТУ 3662.
- молоко знежирене кислотністю не більше ніж 20°Т (°Т — градусів Тернера), одержане з коров'ячого молока не нижче 2-го ґатунку згідно з ДСТУ 3662.
- маслянку, яку одержують під час виробництва солодко-вершкового несолоного масла, кислотністю не більше ніж 20°Т, згідно з чинною нормативною документацією.
- вершки з масовою часткою жиру не більше ніж 40 % і кислотністю плазми не більше ніж 26°Т, не нижче 2-го ґатунку, отримані сепаруванням коров'ячого молока згідно з ДСТУ 3662.

## Сировина для виробництва сухого знежиреного молока
Сухе знежирене молоко виробляють із пастеризованого знежиреного молока або суміші його з маслянкою, шляхом згущення та наступним його висушуванням на розпилювальних сушильних установках ОСВ-1 та ВРС-4.
Для виробництва сухого знежиреного молока за ДСТУ 4273:2003 використовують:
- молоко коров'яче, заготовлене не нижче 2 ґатунку згідно з ДСТУ 3662.
- молоко знежирене кислотністю не більше 20°Т, отримане із молока коров'ячого не нижче 2 ґатунку за ДСТУ 3662.
- маслянку, яка отримана при виробництві масла несолоного солодко-вершкового методом безперервного збирання, попередньо сепарують, кислотністю не більше 20°Т.

## Технологічний процес виробництва сухого незбираного молока

### Приймання і оцінка якості сировини
Приймання відбувається протягом 10-12 годин на добу. Молоко надходить на завод у автомолцистернах, які повинні бути чистими, мати щільно закриті кришки з гумовими прокладками та опломбовані. Цистерни відкривають та відбирають пробу молока для визначення органолептичних, фізико-хімічних і мікробіологічних показників. Прийняте молоко очищають (бажано на відцентрових молокоочисниках) і відразу направляють на переробку або охолоджують до 2-8°С і зберігають у місткостях до переробки. Під час приймання рекомендується проводити «холодне очищення», тобто процес здійснюється при 4-10°С, що не інтенсифікує мікробіологічні процеси у сировині при подальшому зберіганні. Молоко зберігають у резервуарах великої місткості не довше ніж 4-10 год.

### Нормалізація
Сухе незбиране молоко, що відповідає вимогам державного стандарту ДСТУ 4273:2003, виготовляють з молока, нормалізованого за масовою часткою жиру і сухих речовин. Незбиране молоко нормалізують знежиреним молоком, маслянкою або вершками, в залежності від вмісту сухих речовин та жиру в прийнятому молоці. Нормалізацію проводять у місткостях змішуванням незбираного молока з компонентами нормалізації або їхнім дозуванням у потоках за допомогою насосів.

### Пастеризація
Режими теплової обробки мають забезпечувати високу ефективність знезаражування всього спектра мікрофлори молока та інактивацію ферментів з максимально можливим збереженням його первинних властивостей. Нормалізовану суміш пастеризують при температурі не менше, як 90-95°С без витримки на трубчастих пастеризаційних установках або підігрівачах, що входять у комплект вакуум-випарних установок. Саме такі режими знищують протеолітичні й ліполітичні мікроорганізми та їхні ферментні системи, але призводять до часткових змін складових молока. Тому для зменшення денатурації сироваткових білків рекомендується після пастеризації сировину негайно охолодити до 70-75°С і подати на згущення. А також зменшення перепаду температур між пастеризацією і кипінням у вакуум-випарному апараті попереджує можливий бурхливий викид суміші в конденсатор.

### Згущення
Згущення — це процес видалення частини вільної вологи із сировини за умови, що система залишається у стані плинності. В даній технології згущення здійснюється випарюванням, тобто видаленням вільної вологи у вигляді пари під час кипіння молока.
За атмосферного тиску молоко кипить при температурі 100,5 °C. При такій температурі виникають незворотні зміни складових частин молока.
Під час кипіння молока під вакуумом при температурах 50-70°С незворотних змін його складових частин не помічено (не змінюються навіть в'язкість, електропровідність, поверхневий натяг). Саме таку оптимальну температуру встановлюють у вакуум-випарних апаратах.
Згущують до масової частки сухих речовин 43-52 % залежно від типу вакуум-випарних установок.
Згущене молоко зберігати більше одної години не рекомендується, так як погіршується якість продукту: збільшується кислотність, в'язкість, дестабілізується жирова фаза.

### Гомогенізація згущеного молока
Для зниження масової частки вільного жиру суміш гомогенізують на одно- або двоступінчастому гомогенізаторі. Температура гомогенізації дорівнює температурі, при якій згущене молоко виходить із вакуум-апарата. Тиск гомогенізації на одноступінчастих гомогенізаторах становить 10,0-15,0 МПа, на двоступінчастому гомогенізаторі: на першому ступені — 11,5-12,5, а на другому — 2,5-3,0 МПа. На підприємствах не оснащених гомогенізаторами, допускається виробляти сухе незбиране молоко без гомогенізації.

### Сушіння
В основі одержання сухих молочних продуктів лежить принцип консервування — ксероанабіоз, який ґрунтується на видаленні з сировини вологи до мінімальних значень. Наявність вільної вологи в продукті неприпустима з таких причин:
- у вільній воді розчиняються солі, їхні концентровані розчини сприяють денатурації білків, що знижує розчинність.
- у вільній воді розчиняється лактоза, яка частково кристалізується, а сухий продукт при цьому «спікається».
- у вільній воді розчиняється молочна кислота, концентровані розчини якої спричиняють денатурацію білків і руйнування оболонок жирових кульок.
- утворюється вільний молочний жир, що посилює окислення жирів.
- вільна волога сприяє відновленню життєдіяльності мікроорганізмів.

Залежно від способу сушіння сухе незбиране молоко поділяють на розпилювальне і плівкове. Сухе незбиране молоко з масовою часткою жиру 20 % виробляють тільки на розпилювальних сушарках.
Продукт розпилюється і висушується в атмосфері гарячого повітря на розпилювальній сушарці, однією з основних переваг якої є незначна і нетривала дія високих температур на часточки висушуваного молока, в результаті отримують продукт високої якості.
Температура повітря залежно від типу сушарки не повинна перевищувати температури 180 °C на вході у сушильну башту та 85 °C на виході із сушильної башти, оскільки через перегрівання змінюється колір і смак сухого молока, знижується його розчинність. Крім цього, можуть створюватися умови для самозаймання порошку. Критична температура самозаймання сухого незбираного молока 166 °C (залежить від товщини шару продукту).

### Охолодження сухого молока
Після просіювання сухе незбиране молоко охолоджують у системі пневмотранспорту. Охолодження сухих продуктів перед фасуванням до температури 15-20 °С є обов'язковим. Якщо сухий продукт охолоджувати у транспортній тарі, то процес триватиме до 7 діб і може супроводжуватись окисненням жиру, а також погіршенням змочуваності і зниженням швидкості розчинення сухого молока. Охолодження сприяє зменшенню вмісту вільного жиру. В разі зберігання не охолодженого молока під дією високих температур, які перевищують точки плавлення молочного жиру, частина оболонок жирових кульок руйнується, що підвищує вміст вільного жиру (вдвічі).

### Розфасовка та маркування
Перед фасуванням сухе молоко допускається накопичувати та зберігати у бункерах, з яких далі подають на фасування. З метою запобігання окислювальним процесам рекомендують фасувати в атмосфері інертного газу (азоту чи суміші азоту і вуглекислого газу). Сухе незбиране молоко пакують в паперові 4-ох або 5-ти шарові мішки за ГОСТ 2226 з поліетиленовими вкладишами масою нетто 20-30 кг. Сухе незбиране молоко маркують згідно з вимогами ГОСТ 23651-79. Маркування транспортної тари проводять за ГОСТ 14192 з нанесенням попереджувального маніпуляційного знаку «Боїться вологи»

### Зберігання й транспортування
Мішки з сухим незбираним молоком зберігають при температурі 1-10°С та відносній вологості повітря не більше 85 % протягом 8 місяців на чистих дерев'яних піддонах. Транспортування відбувається всіма видами критого транспорту.

## Основні технологічні операції виробництва сухого знежиреного молока
- приймання та оцінка якості сировини.
- охолодження та зберігання молока.
- отримання та зберігання знежиреного молока і маслянки.
- пастеризація знежиреного молока або суміші його з маслянкою.
- згущення знежиреного молока або згущення його з маслянкою.
- сушка згущеного знежиреного молока або суміші його з маслянкою.
- охолодження сухого знежиреного молока.

## Фізико-хімічні показники сухого молока
| Назва показника                                                                   | Сухе незбиране молоко | Сухе знежирене молоко |
| --------------------------------------------------------------------------------- | --------------------- | --------------------- |
| Масова частка вологи, %, не більше                                                | 4                     | 4                     |
| Масова частка сахарози, %, не менше                                               | —                     | -                     |
| Масова частка жиру, %, не менше                                                   | 20                    | 1,5                   |
| Масова частка білка, %, не менше                                                  | 25                    | 32                    |
| Кислотність відновленої суміші до масової частки сухих речовин 15%, °Т, не більше | 21                    | 20                    |
| Індекс розчинності, см³ сирого осаду                                              | 0,3 — 0,4             | 0,2                   |
| Масова частка золи, % , не більше                                                 | —                     | -                     |